# Vestervig Kirke
Vestervig Kirke er kirken i Vestervig Sogn i Thisted Kommune. Den er Danmarks største landsbykirke. Dens usædvanlige størrelse skyldes dens fortid som kirke i det forsvundne Vestervig Kloster med ladeplads ved Krik havn i Krik Vig længere mod vest. Der var åben sejlads ud i Nordsøen. (Danmarks mindste kirke, Lodbjerg Kirke, er på samme egn.)
I Vestervig lå en kongsgård. Det menes, at det var i Vestervig, at Knud den Store samlede sin flåde til leding mod England. 

## Historie
Tidligere mentes det, at Vestervig i forbindelse med Danmarks første stiftindeling omkring 1060  at have været et af de otte stifter, hvorefter bispesædet skulle være overgået til Børglum, og senere igen til det nuværende sæde i Ålborg. Til trods for solid historisk rygdækning for afvisningen af Vestervig som bispesæde[kilde mangler] valgte Ålborg Stift i forbindelse med fejringen af sit 450-årsjubilæum i 2004 at indlede med en gudstjeneste i Vestervig Kirke. 
Vestervig Kirke er opført i romansk stil og formentlig viet til Skt. Thøger og muligvis også Vor Frue - i lighed med en for længst nedrevet Skt. Thøgers kirke,  hvis ruiner spores i terrænet omkring 200 meter mod nordvest. Skt. Thøger var fra Thüringen og havde angiveligt været kapellan hos Olav den Hellige; han forlod Norge efter kongens død under slaget ved Stiklestad.  I Vestervig rejste Thøger så en kirke "af ris og kviste", hvor han blev begravet; men da der om natten skal være set himmelsk lys over hans grav, fik hans efterfølger hans knogler gravet op og sat på alteret. Det skal være sket under Svend Estridsen, som omkring 1060 lod landet inddele i stifter.  Ved Vrensted Kirke er der en helligkilde viet til Skt. Thøger. 

## Sagnet om liden Kirsten og prins Buris
Ved kirken ligger en grav med - ifølge traditionen - de jordiske rester af Valdemar den Stores søster liden Kirsten (= lille Kirsten) og prins Buris, som fremstilles som dronning Sofies  bror. De to unge stod i forhold til hinanden, mens kongen var i felten, og liden Kirsten fødte en datter. Da kongen blev klar over, hvad der var sket i hans fravær, skal han være blevet så rasende, at han dansede sin halvsøster ihjel og lod øjnene stikke ud på prins Buris, som han kastede i fængsel. Efterhånden mildnedes hans vrede, og han lod prinsen indsætte i et tårn ved Vestervig med en jernlænke om livet; lige lang nok til, at han kunne nå hen til liden Kirstens grav, "den han dagligt besøgte". Efter sin død 12 år senere blev Buris gravsat sammen med liden Kirsten under en fælles sten. Dronning Sofie, som hadede Kirsten, red engang hen over graven, men stenen "var ikke så hård som hendes hjerte, og der blev spor tilbage af hestens hov". I 1962 blev graven åbnet, og den indeholdt ligene af en mand og en kvinde liggende i forlængelse af hinanden, svarende til indskriften, der meddeler, at dobbeltgravstenen er rejst over en bror og søster. Skeletterne er af en kvinde i 30-35-årsalderen og en mand mellem 50 og 60 år. - Virkelighedens Buris Henriksøn var søn af Henrik Skadelår og Ingrid Ragnvaldsdatter og var oldebarn af Erik Ejegod. Han sad på gården Tvis ved Holstebro, hvor han i 1163 oprettede et kloster for cistercienserordenen.  Han allierede sig med Valdemar den Stores modstander Erling Skakke og blev derfor indsat i Søborg Slot, hvor han døde omkring 1167 i en alder af omkring 37 år. Man har tænkt sig, at liden Kirsten kunne være Erling Skakkes enke, Kirsten Sigurdsdatter fra Norge,  som døde på ukendt sted; men hun blev ældre end 35 år.  (Ifølge en anden tradition er prins Buris gravlagt i Borum Eshøj.) 
Det er tradition for, at nygifte brudepar lægger en buket på graven for liden Kirsten, der ikke selv fik en. Virkelighedens Kirsten Knudsdatter blev gift med Sigurd Jorsalfars søn Magnus den Blinde i 1133. Men kort tid efter brylluppet var Kirstens farbror Erik Emune flygtet til Norge. Da Kirsten opdagede, at hendes ægtefælle planlagde at udlevere hendes farbror til hans fjender, røbede hun sin mands rænker for sin farbror, som dermed undslap. Magnus forstødte hende derfor. Senere kendes Kirsten kun som vidne, da Erik Lam udstedte et gavebrev til Odense kloster i 1141.  men det er der ikke noget historisk hold i.  Magnus selv blev allerede i 1135 pågrebet af sin påståede halvbror Harald Gille i Bergen, gildet og blindet og sat i fangenskab; men allerede i 1136 blev Harald Gille dræbt, også i Bergen, mens hans nye kone, prins Buris' mor Ingrid Ragnvaldsdatter, var til stede i kongsgården.

## Gravstene
Vestervig Kirke har flere romanske gravsten end nogen anden dansk kirke. Flere af dem bærer meget lange, versificerede indskrifter på latin. Danmarks ældste kendte gravsten med årstal findes ved vestmuren og er til ære for præsten Tue, der døde før 1210. Sammesteds findes en sten over kannikken Atte, død i 1217, og en sten, der mindes den afdøde Christine med ordene: "Skånselsløs mod skønhedens stråleglans og grum mod ungdommens blomst har den dag, som ikke ynkes over noget her, ak, ladet dig, byens sol, ugifte jomfru, Christine, formæles med jorden." Der er også to gravsten i gotisk stil. 

## Kirkens ydre
- Vestervig Kirke set udefra.
- Vestervig Kirke set udefra.
- Vestervig Kirke set udefra.
- Vestervig Kirke set udefra.

Kirken er treskibet i basilikaform i romansk tid. Der er i sengotisk tid tilføjet et vesttårn ved en omfattende ombygning, da kirken blev nordfløj i et firlænget klosteranlæg for Augustinerordenens regelbundne kannikker. Efter de mange ildskørnede sten at dømme, kan ombygningen skyldes en brand. 
Koret og apsis er rekonstrueret i 1917-21 i den form, som man mener, de oprindelig har haft. De oprindelige tværskibe er ikke genskabt med egne gavle, men er overdækket ved at hovedskibets tag er ført ud over dem.
Udenfor ses også ældste kirkelige solur i Nordeuropa. 

## Udvendige detaljer
- Relief i muren.
- Vestportal.
- Sydportal.
- Tympanon over sydportalen.

I ydermuren findes et relief af to mennesker og to formentlige djævle. Ingen portaler er bevaret på deres oprindelige plads – i dag findes dels en sydportal, dels en vestportal i tårnet, som er kirkens hovedindgang.

## Kirkens indre
- Kirkens indre.
- Kirkens indre.
- Koret.
- Koret.

I det treskibede kirkerum er hovedskibet adskilt fra sideskibene ved romanske rundbuer. Der findes flere kalkmalerier fra forskellige tider, dels dekorationer, dels motiver med bl.a. Veronikas svededug og et svin, der spiller på sækkepibe. Ligeledes er der på væggene en række kalkmalede viekors. Ved kirkens ældste kalkmalerier oplyses om hvælvet, at "I Herrens år 1444 er dette fuldført". De øvrige kalkmalerier er for det meste fra 1500-tallet. 

## Kirkens inventar
- Døbefont.
- Dåbsfad.
- Prædikestol.
- Alter.
- Series pastorum med sognepræster siden 1536.

Kirkens døbefont er en romansk font af klæbersten af norsk oprindelse,  og med et sydtysk dåbsfad fra omkring 1575 med bebudelsen som motiv.

Prædikestolen er udført i 1608-10.

Altertavlen i senbarok fra 1729-30 var oprindelig bestemt til Viborg Domkirke. Den har i storfeltet et maleri af Mogens Cr. Thrane forestillende den korsfæstede med Maria og Johannes. 

Der findes i kirken adskillige middelalderlige gravsten og en del epitafier

## Eksterne kilder og henvisninger
- Vestervig Kirke Arkiveret 14. september 2011 hos  Wayback Machine hos nordenskirker.dk
- Vestervig Kirke i Den Store Danske på Lex.dk
- Vestervig Kirke hos KortTilKirken.dk
- Vestervig Kirke i bogværket Danmarks Kirker (udg. af Nationalmuseet)